# Метод сопряжённых градиентов (СЛАУ)

Сравнение методов градиентного спуска(зеленый) и метода сопряженных градиентов(красный) для

Метод сопряженных градиентов — численный метод решения систем линейных алгебраических уравнений, является итерационным методом Крыловского типа.

## Постановка задачи
Пусть дана система линейных уравнений: {\displaystyle Ax=b}. Причём матрица системы — это действительная матрица, обладающая следующими свойствами: {\displaystyle A=A^{T}>0}, то есть это симметричная положительно определённая матрица. Тогда процесс решения СЛАУ можно представить как минимизацию следующего функционала: 

{\displaystyle (Ax,x)-2(b,x)\rightarrow min}
За {\displaystyle (\cdot ,\cdot )} обозначено скалярное произведение. Минимизируя данный функционал, используя подпространства Крылова, получаем алгоритм метода сопряженных градиентов.

## Алгоритм
Подготовка перед итерационным процессом
1. Выберем начальное приближение {\displaystyle x^{0}}
2. {\displaystyle r^{0}=b-Ax^{0}}
3. {\displaystyle z^{0}=r^{0}}

{\displaystyle k}-я итерация метода
1. {\displaystyle \alpha _{k}={\frac {(r^{k-1},r^{k-1})}{(Az^{k-1},z^{k-1})}}}
2. {\displaystyle x^{k}=x^{k-1}+\alpha _{k}z^{k-1}}
3. {\displaystyle r^{k}=r^{k-1}-\alpha _{k}Az^{k-1}}
4. {\displaystyle \beta _{k}={\frac {(r^{k},r^{k})}{(r^{k-1},r^{k-1})}}}
5. {\displaystyle z^{k}=r^{k}+\beta _{k}z^{k-1}}

Критерий остановки
Поскольку минимизируемый функционал квадратичный, то процесс должен дать ответ на {\displaystyle n}-й итерации, однако при реализации метода на компьютере существует погрешность представления вещественных чисел, в результате чего может потребоваться и больше итераций. Так же оценивать точность можно по относительной невязке {\displaystyle {\frac {||r^{k}||}{||b||}}}, и прекращать итерационный процесс, когда невязка станет меньше заданного числа.

## Алгоритм для предобусловленной системы
Пусть предобусловленная система имеет вид: {\displaystyle SAQx=Sb}, тогда алгоритм метода для такой системы можно записать следующим образом:
Подготовка перед итерационным процессом
1. Выберем начальное приближение {\displaystyle x^{0}}
2. {\displaystyle r^{0}=Q(b-SAx^{0})}
3. {\displaystyle z^{0}=r^{0}}
4. {\displaystyle {\widetilde {x}}^{0}=Qx^{0}}

{\displaystyle k}-я итерация метода
1. {\displaystyle \alpha _{k}={\frac {(r^{k-1},r^{k-1})}{(SAQz^{k-1},z^{k-1})}}}
2. {\displaystyle {\widetilde {x}}^{k}={\widetilde {x}}^{k-1}+\alpha _{k}z^{k-1}}
3. {\displaystyle r^{k}=r^{k-1}-\alpha _{k}SAQz^{k-1}}
4. {\displaystyle \beta _{k}={\frac {(r^{k},r^{k})}{(r^{k-1},r^{k-1})}}}
5. {\displaystyle z^{k}=r^{k}+\beta _{k}z^{k-1}}

После итерационного процесса
1. {\displaystyle x^{*}=Q^{-1}{\widetilde {x}}^{m}}, где {\displaystyle x^{*}} — приближенное решение системы, {\displaystyle m} — общее число итераций метода.

Критерий остановки
В данном случае можно использовать те же критерии остановки, что и для обычной системы, только с учётом предобуславливания. Например относительная невязка станет вычисляться как: {\displaystyle {\frac {||{\widetilde {r}}^{k}||}{||Sb||}}}, однако можно пользоваться и невязкой исходной системы, которая вычисляется следующим образом: {\displaystyle {\frac {||r^{k}||}{||b||}}={\frac {||Q^{-1}{\widetilde {r}}^{k}||}{||b||}}}

## Особенности и обобщения
Как и все методы на подпространствах Крылова, метод сопряженных градиентов от матрицы требует только возможность умножать её на вектор, что приводит к возможности использовать специальные форматы хранения матрицы(такие, как разреженный) и сэкономить память на хранении матрицы.

Метод часто используется для решения конечноэлементых СЛАУ.

У метода есть обобщения: метод бисопряженных градиентов, для работы с несимметричными матрицами. И комплексный метод сопряженных градиентов, где матрица {\displaystyle A} может содержать комплексные числа, но должна удовлетворять условию: {\displaystyle A=A^{*}>0}, то есть быть самосопряженной-положительно определённой матрицей.